# 日交美輝
日交美輝株式会社（にっこうみき）は、東京23区・武蔵野市・三鷹市を営業区域とするタクシー会社。日本交通グループ。
かつて東武グループに属した「金龍自動車交通」が日本交通に譲渡され「日交足立」に改称、これを日本交通子会社の「美輝タクシー」が吸収合併し、現社名となったものである。本項では金龍自動車交通についても説明する。

## 概要

### 日交美輝
2010年（平成22年）、日本交通グループの美輝タクシー（みきタクシー）として発足。2015年（平成27年）11月、日交足立を吸収合併し、日交美輝に改称。日交美輝公式サイトでは、この合併した2015年11月を設立年としている。
足立区中川に営業所を置く。これは合併前の金龍自動車交通→日交足立が所在した場所である。美輝タクシーとして発足時は、葛飾区西水元に所在した。合併後に登記上の所在地も葛飾区西水元から足立区中川に改められている。

### 金龍自動車交通・日交足立
金龍自動車交通（きんりゅうじどうしゃこうつう）は1961年（昭和36年）9月29日に東武鉄道の出資により設立、12月に20台で営業開始。1967年（昭和42年）1月には東武鉄道のタクシー部門を譲受。社名の「金龍」は浅草寺の正式名「金龍山浅草寺」にちなんでいる。
東武鉄道直系子会社を経て、東武の自動車事業統括会社である朝日自動車グループ金龍自動車交通の名で営業していた。東武金龍時代は私鉄協（東京私鉄自動車協同組合、現：私鉄協同無線センター）、金龍自動車時代は中央無線グループ（現：信和事業協同組合）に属した。中央無線が大和自動車交通と提携して以降は大和グループ車色で営業した。
2014年（平成26年）12月、日本交通が全株式を取得し日交足立（にっこうあだち）として営業を開始。2015年（平成27年）11月、同じく日本交通の子会社であった美輝タクシーへ吸収合併され、日交美輝となった。
竹ノ塚駅西口はかつて金龍自動車交通の専用乗り場であり、日交足立→日交美輝となってからも竹ノ塚駅西口に同社（および日本交通千住営業所の一部車両の）専用乗り場がある。

## 車両
日交美輝は全車ジャパンタクシーを導入。
かつての金龍自動車交通は中央無線に所属し中央無線カラー（朱色の車体にボンネットが白、サイドに青色の帯。車名表示灯は横長）。当時は車両ヘッドランプ横のグリルには「東武鉄道駅構内営業車」のバッジが設置されていた。中央無線が大和自動車交通と提携して以降は大和グループ統一車色（黄色のボディーの両サイドに赤のライン・「大和」の社名表示灯）の車両を使用していた。
日交足立となった際引き継がれた車両のうち、黄タクは帯が大和仕様であったため日交仕様とは位置や文字の仕様の一部が異なっていた。

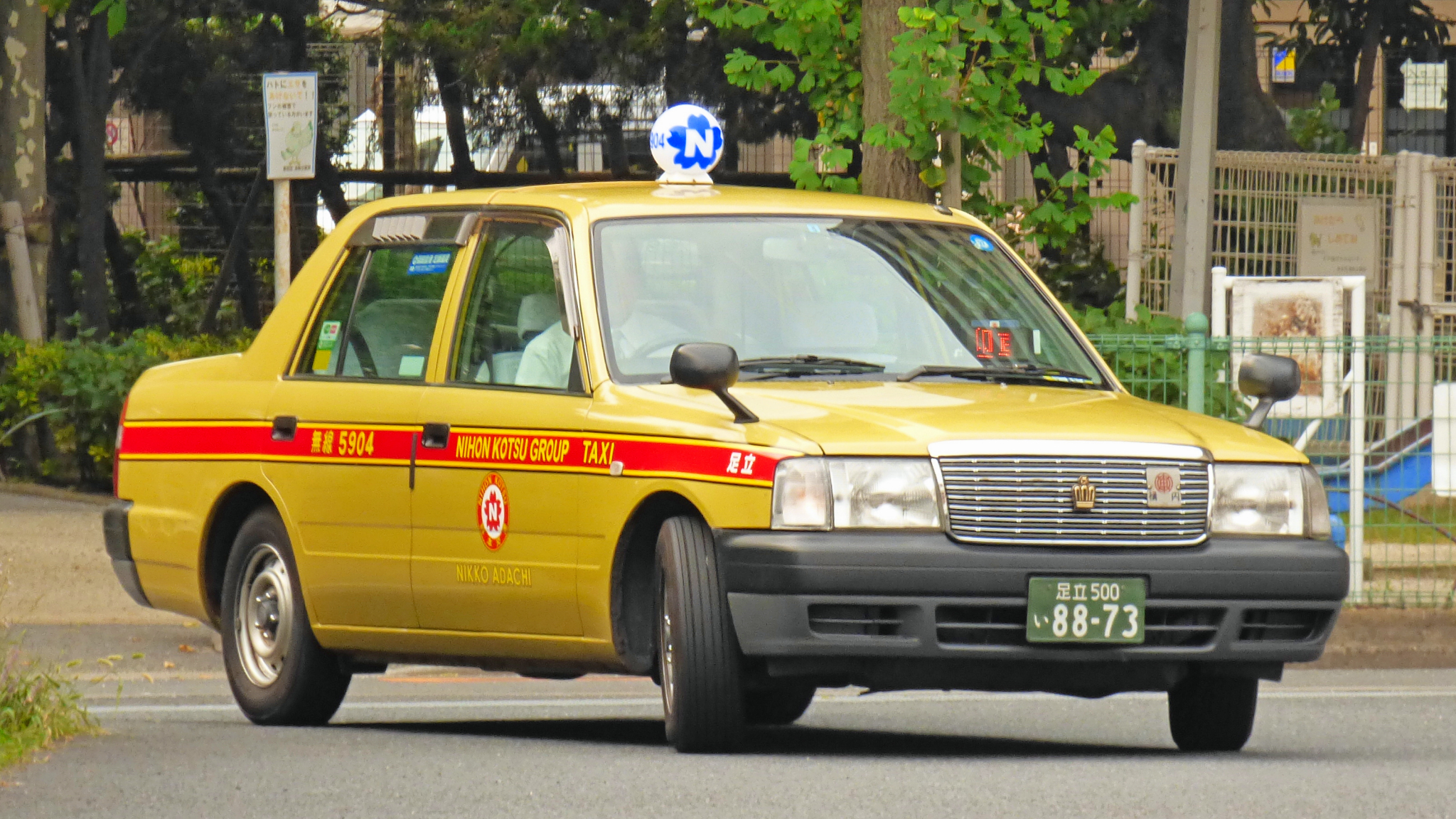
日交足立時代の黄タク。
大和仕様の帯を巻いているほか、表記に大和仕様が残る。

## 営業所の所在地
- 本社 （足立区中川）